# Еврейский народный университет
Еврейский народный университет — высшее учебное заведение в Киеве во времена Украинской Народной Республики. Существовал два с половиной года с 9 июня 1918 по конец 1920 года, преподавание велось на идише.
Существовал Университет на средства общества «Культурная лига», Правительства УНР, Киевской городской Управы, а также за счет благотворительных взносов Киевской еврейской общины и платы за обучение. Каждый слушатель вносил плату за обучение 100 рублей в год. В 1919 году бюджет Университета составил 120 тыс. рублей.
Ректор Моше Зильберфарб (1876-1934) — политический и общественный деятель, доктор наук, член ЦК «Культурной Лиги», министр (генеральный секретарь) еврейских дел Центральной Рады, один из основателей Социалистической еврейской рабочей партии (СЕРП).

## История
Лекции проходили в помещении 4-й мужской гимназии по адресу улица Большая Васильковская, № 98. С 9 ноября 1918 года начались регулярные лекции, которые проходили в помещениях Киевского университета. В мае 1919 года также был открыт филиал университета на Подоле.
После того как в июне 1920 года в Киеве была установлена советская власть в конце 1920 года университет был закрыт, а Зильберфарб в 1921 году эмигрировал в Варшаву.

## Факультеты
Университет состоял из трех факультетов:
- Естественно-математический факультет -

математика, механика, физика, химия, геология, физическая география и метеорология, астрономия, ботаника, зоология, анатомия и физиология человека, гигиена.
- Гуманитарный факультет -

политэкономия, экономическая география, история Украины, история России, всеобщая история, право, общая литература, социология, история философии, логика, психология.
- Факультет еврейских знаний -

еврейская литература, древнееврейский язык и литература, еврейская история, история евреев в Восточной Европе, Библия и библейская критика, история еврейской культуры, история еврейского самоуправления.

## Количество студентов
- Июнь 1918-го — 62;
- сентябрь — 140;
- декабрь — 183;
- летом 1919 — 250.